# Polska Cerekiew (gmina)
Polska Cerekiew (1946-47 gmina Polska Cerekiew.) – gmina wiejska położona jest w południowej części powiatu kędzierzyńsko-kozielskiego, w województwie opolskim. Siedzibą gminy jest wieś Polska Cerekiew.
Jest to gmina wiejska, zajmuje ona powierzchnię 60 km², zamieszkuje ją 5.243 osób. 85% powierzchni gminy zajmują użytki rolne. Większość (ok. 60%) czynnych zawodowo mieszkańców pracuje w rolnictwie. W skład gminy wchodzi 13 sołectw.
Według danych z 31 grudnia 2017 roku gminę zamieszkiwało 4109 osób.

## Demografia

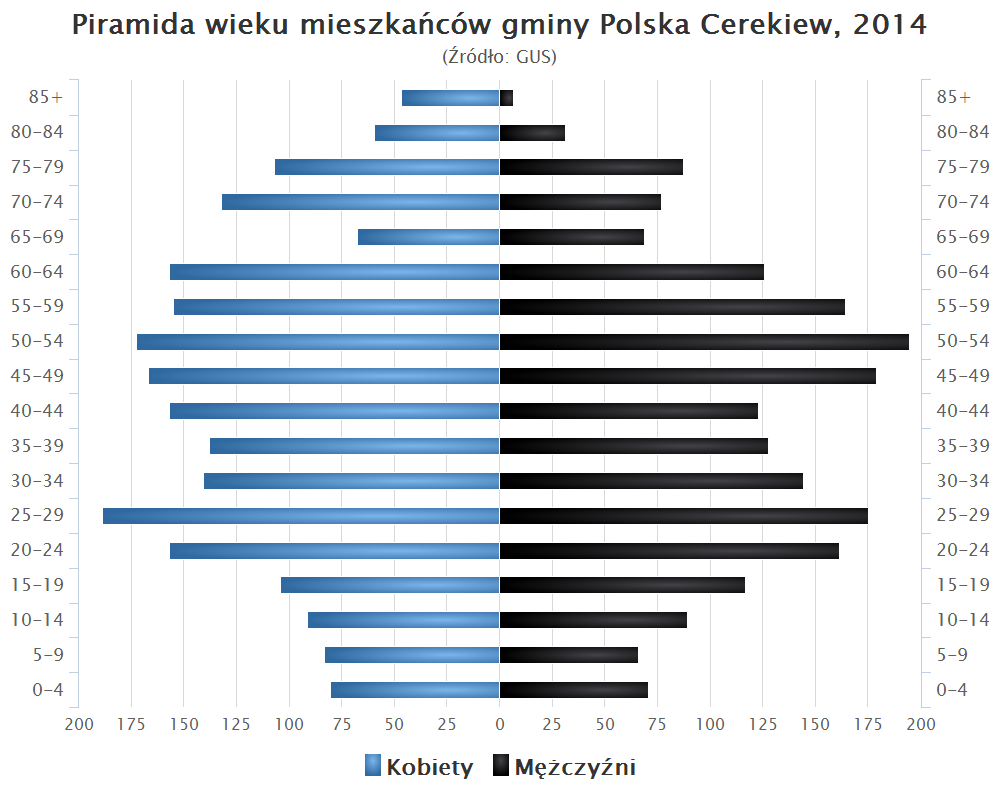
Piramida wieku mieszkańców gminy Polska Cerekiew w 2014 roku

## Jednostki podległe
- Gminny Ośrodek Pomocy Społecznej w Polskiej Cerekwi, ul. Raciborska 4, 47-260 Polska Cerekiew
- Zakład Usług Komunalnych w Polskiej Cerekwi, ul. Raciborska 4, 47-260 Polska Cerekiew
- Zespół Gimnazjalno-Szkolno-Przedszkolny w Polskiej Cerekwi
- Zespół Szkolno-Przedszkolny we Wroninie
- Rewir Dzielnicowych Policji Polska Cerekiew
- Straż Pożarna Polska Cerekiew
- Dom Kultury Polska Cerekiew

## Sołectwa gminy Polska Cerekiew
| - Ciężkowice - Dzielawy - Grzędzin - Jaborowice - Koza - Ligota Mała | - Łaniec - Mierzęcin - Połowa - Witosławice - Wronin - Zakrzów |

## Sąsiednie gminy
Baborów, Cisek, Pawłowiczki, Reńska Wieś, Rudnik

## Miasta partnerskie
- Rieste  Niemcy
- Světlá Hora  Czechy